# Серафим (Никитин)
Митрополи́т Серафи́м (в миру Владимир Миронович Никитин; 2 июля 1905, Санкт-Петербург — 22 апреля 1979, Ленинград) — епископ Русской православной церкви, митрополит Крутицкий и Коломенский в 1971—1977 гг.

## Биография
Родился 2 июля 1905 года в Петербурге в семье служащего. Семья была верующей. В 1928 году окончил Государственный архитектурный институт. В своей речи на наречение он говорил: «С юности я стал стремиться отдать себя на служение Богу, но жизнь складывалась так, что мне приходилось отклоняться от этого, однако Господь Всемилостивый, как бы неожиданно, Своей всеблагой десницей возвращал меня на путь, с которого, как мне думалось, я ушёл совсем».
Начало Великой Отечественной войны встретил в Ленинграде, пережил блокаду, служил в рядах РККА. Имел правительственные награды. После демобилизации в 1945 году до 1951 года состоял на гражданской службе, работая по специальности.
В ноябре 1951 года митрополитом Ленинградским и Новгородским Григорием был рукоположён во диакона, а вскоре и во священника и назначен в Спасо-Преображенский собор Ленинграда.
С 1951 по 1960 год состоял членом строительного комитета Ленинградской епархии, секретарём правления производственных мастерских Ленинградского епархиального управления, епархиальным архитектором.
В 1958 году окончил заочный сектор Ленинградской духовной академии, а в 1959 году за курсовое сочинение «Основные черты догматического учения св. ап. Павла в его Послании к Римлянам» был удостоен звания кандидата богословия.
В 1961 году был возведён в сан протоиерея. С 1961 по июль 1962 года — секретарь сектора заочного среднего и высшего богословского образования Ленинградской духовной академии и семинарии. Одновременно священник Никольского храма на Большеохтенском кладбище в Ленинграде.
30 марта 1962 года назначен благочинным 5-го (Кингисеппского) округа Ленинградской епархии.
13 июня 1962 года Священный синод определил: «Епископом Курским и Белгородским быть протоиерею г. Ленинграда Владимиру Никитину с тем, чтобы пострижение его в монашество и далее наречение и хиротония во епископа произведены были в Ленинграде».
26 июня 1962 года в Псково-Печерском монастыре пострижен в монашество с именем Серафим в честь преподобного Серафима Саровского. 1 июля того же года митрополитом Ленинградским и Ладожским Пименом (Извековым) возведён в сан архимандрита.
7 июля 1962 года в Успенском соборе Троице-Сергиевой лавры состоялось наречение архимандрита Серафима (Никитина) во епископа Курского и Белгородского. Чин наречения совершали: митрополит Ленинградский и Ладожский Пимен (Извеков), архиепископ Ярославский и Ростовский Никодим (Ротов), архиепископ Можайский Леонид (Поляков), епископ Дмитровский Киприан (Зёрнов) и епископ Таллинский и Эстонский Алексий (Ридигер). 8 июля 1962 года в Успенском соборе Троице-Сергиевой лавры теми же архиереями хиротонисан во епископа Курского и Белгородского.
С 8 по 27 февраля 1968 года временно управлял Воронежской епархией.
25 февраля 1968 года указом Патриарха Алексия I возведён в сан архиепископа.
25 июня 1970 года назначен членом комиссии Священного синода для подготовки Поместного собора Русской православной церкви.
26 августа того же года назначен председателем хозяйственного управления Московского патриархата.
25 июня 1971 года назначен митрополитом Крутицким и Коломенским, постоянным членом Священного синода РПЦ, с оставлением в должности председателя Хозяйственного управления. При этом патриарх Пимен попросил архиепископа Питирима (Нечаева) «уступить» митрополиту Серафиму Успенский храм бывшего Новодевичьего монастыря, «потому что у него были больные ноги и ему трудно было ездить в какую-то другую церковь».
В октябре 1971 года приезжал в Ленинград на празднование 25-летия восстановления духовных школ, но на акте не выступал и в богослужении не участвовал. В 1972 году стал почётным членом Московской духовной академии, а в 1973 году — Ленинградской. Состоял членом Ленинградского комитета по культурным связям с соотечественниками за рубежном.
Его деятельность как архиерея проходила в русле государственной политики. В феврале 1974 года официально, через публикацию в «Правде», поддержал высылку из СССР Александра Солженицына (наряду с депутатом Верховного совета СССР Владимиром Копелевым, поэтом Миколой Бажаном, доктором медицинских наук К. Ивановым). Митрополит Серафим неукоснительно выполнял все рекомендации Совета по делам религий. Им было принято решение о запрещении в служении в 1976 году диссидентствующего священника Димитрия Дудко.
29 июля 1974 года согласно поданному прошению по состоянию здоровья митрополит Серафим был освобождён от обязанностей председателя хозяйственного управления Московской патриархии.
11 июня 1977 года уволен на покой, согласно прошению, в связи с ухудшением состояния здоровья.
Скончался ночью 22 апреля 1979 года, в праздник Пасхи во время Божественной литургии, в Спасо-Преображенском соборе в Ленинграде, близ которого жил и куда обычно приходил молиться в последние годы своей жизни. На следующий день гроб с телом почившего иерарха, облаченным по чину, был поставлен в Спасо-Преображенском соборе.
Во вторник Светлой седмицы, 24 апреля, Божественную литургию, а затем отпевание усопшего иерарха совершили митрополит Ленинградский и Новгородский Антоний (Мельников), архиепископ Выборгский Кирилл (Гундяев), епископ Тихвинский Мелитон (Соловьёв). В отпевании приняли участие клирики Ленинграда и Ленинградской епархии, Ленинградских духовных школ, а также клирики и миряне из Москвы. Епископ Мелитон предал земле тело почившего иерарха на Большеохтинском кладбище в Ленинграде.

## Публикации
- Речь при наречении во епископа Курского // Журнал Московской Патриархии. 1962. — № 8. — С. 6.
- «Отщепенцу — презрение народа» // «Правда». 1974. — № 47 от 16 февраля 1974 года. — С. 3.
- Поучение в Неделю 32-ю по Пятидесятнице (о Закхее, Евангелие от Луки, зачало 94) // Журнал Московской Патриархии. 1975. — № 4. — С. 25-26.
- В день празднования в честь Казанской иконы Божией Матери // Журнал Московской Патриархии. 1977. — № 7. — С. 27-28.